# Zillis-Reischen
Zillis-Reischen (rätoromanska Ziràn-Reschen) är en kommun i regionen Viamala i kantonen Graubünden, Schweiz. Kommunen har 419 invånare (2023) och består dels av den större centralorten Zillis, dels den mindre byn Reischen. Orterna utgjorde var sin kommun fram till 1865 då de förenades. Bägge två ligger på östra sidan av floden Hinterrhein i dalgången Schams (Schons).

## Språk
Det traditionella språket är sutsilvansk rätoromanska. Under 1900-talet började dock tyska språket successivt vinna allt större insteg, och efter mitten av seklet var de tyskspråkiga i majoritet. År 2000 hade endast var åttonde invånare rätoromanska som modersmål.

## Religion
Kyrkan är sedan 1530-talet reformert. Den katolska minoriteten söker kyrka i Andeer.

## Utbildning
Låg- och mellanstadieeleverna undervisas i grannkommunen Andeer, vars skola är tyskspråkig, men med rätoromanska som skolämne. Högstadieskolan ligger dock i Zillis och är gemensam för såväl Schams som Avers.

## Arbetsliv
Det lokala näringslivet präglas av främst tjänstesektorn, därnäst industrisektorn. Närmare hälften av de förvärvsarbetande pendlar ut till andra kommuner, främst till Thusis, Chur och Andeer.